# Simocyon
Simocyon („pes s krátkým čenichem“) je rod vyhynulých psotvárných šelem z čeledi pandy malé (Ailuridae). Zvíře, velké asi jako puma americká, žilo v průběhu svrchního miocénu a spodního pliocénu. Fosilní nálezy pocházejí z Eurasie, výjimečně i ze Severní Ameriky a Afriky.

## Klasifikace
Vztah rodu Simocyon k jiným šelmám byl kontroverzní, nicméně studie založené na porovnávání struktur ucha, zubů a hlezenních kloubů naznačují, že jeho nejbližším žijícím příbuzným je panda červená (Ailurus fulgens). Simocyon je zařazen do samostatné podčeledi Simocyoninae (spolu s příbuznými rody, jako je Alopecocyon a Actiocyon). Zatímco v současnosti žijící panda červená je primárně býložravá, zuby a lebka rodu Simocyon naznačují, že šlo o masožravce, možná se schopností drtit kosti, která se objevuje například u současných hyen. Anatomie kostry zase naznačuje, že zvíře bylo, podobně jako panda červená, schopno šplhat po stromech, i když pravděpodobně trávilo velké množství času na zemi. Dosahovalo až velikosti pumy. Rody Simocyon a Ailurus rozvíjejí radiální sezamoidní kůstku, neobvyklou zápěstní kost, jež slouží jako falešný palec. Tato adaptace se objevuje i u pandy velké, jež není čeledi Ailuridae blíže příbuzná, což svědčí pro konvergentní vývoj. Navíc zatímco v případě pandy velké a pandy červené slouží „pandí palec“ k přidržování potravy (bambusová stébla), masožravému rodu Simocyon mohl pomáhat spíše v pohybu ve větvoví.
Konkurenty rodu Simocyon mohli být američtí medvědi podčeledi Tremarctinae, nimravidi a rané kočkovité a psovité šelmy.